# Historia de Móstoles

## Prehistoria
Existe un yacimiento paleontológico en Móstoles, localizado en Arroyo del Soto, cerca del Parque del Soto.
El área muestra la riqueza de fauna prehistórica de Móstoles, con yacimientos terciarios, donde se han podido localizar afloramientos neógenos, certificando la existencia fósiles de Gomphotherium y de rumiantes.
Del Paleolítico existen muestras de industria lítica (raederas, puntas de flecha y lanzas, buriles y otros instrumentos de sílex), indicadores de la intensa actividad cinegética (de caza y despiece de los animales) que se desarrollaba en aquellos tiempos; especialmente se han hallado estos útiles próximos a cursos fluviales (arroyos) y antiguas lagunas, lo que demuestra que los humanos de la zona acudían a cazar a estos lugares, porque era donde encontraban presas fáciles (aves acuáticas, animales que acudían a beber agua, peces...). 
De época prerromana se han encontrado dos fíbulas de bronce, halladas en las inmediaciones del arroyo del Soto, casi en su desembocadura en el río Guadarrama. Estas piezas, que parecen datar del siglo IV a. C., demuestran el poblamiento de la zona en estos tiempos. Quizá ambas fíbulas pertenecieron al ajuar funerario de alguna tumba o tumbas situadas en una necrópolis asociada a un núcleo de población ubicado en alguno de los escarpes o cerros que flanquean el Guadarrama en estos parajes.

## La dominación romana
De la época de la dominación romana existe un número considerable de restos, hallados en diversos yacimientos. Estos restos son sobre todo fragmentos de cerámica, tanto ordinaria como terra sigillata (cerámica de lujo), además de algunos objetos, como monedas. 
En 1931, el precursor de los arqueólogos madrileños, Fidel Fuidio), visitó la localidad, e incluso desde antes (las Relaciones de Felipe II, de 1576, ya hablan de restos de muros y mosaicos en el pago y hoy barrio de Cerro Prieto). Los hallazgos y la situación de los yacimientos (unos in situ y otros con material arrastrado desde otros yacimientos por la labor de abonado de los campos) parecen esclarecer la siguiente disposición del hábitat existente, que se puede extrapolar a épocas posteriores (visigoda e islámica):
- Un núcleo central en el actual centro urbano, teniendo como eje las calles Reyes Católicos, Cartaya y Mariblanca, que probablemente se extendía por el barrio de San Marcial/Cerro Prieto.
- Varias explotaciones latifundistas (villae) en las vegas de los arroyos del Soto y de la Reguera-los Combos (que parece que proliferaron a partir del siglo IV d. C.); con yacimientos paralelos en el término de Arroyomolinos, y aún más en otros puntos de la región, siempre próximos a arroyos, alineándose en la parte "solana" de sus vegas.

Además, el arqueólogo y profesor de Historia mostoleño Jesús Rodríguez Morales, expuso la teoría en la que parece claro que, además de un poblamiento seguro desde época romana, Móstoles era una encrucijada de importantes vías terrestres, a saber: 
- La que enlazaba Toletum (Toledo) con Segovia.
- La que enlazaba Complutum (Alcalá de Henares) con Caesarobriga (Talavera de la Reina), que podía formar parte de otra más extensa, la de Caesaraugusta (Zaragoza) a Emérita Augusta (Mérida).
- Otra que partiendo de Móstoles, constituía un ramal de la vía que venía de Segovia, y se dirigía a la Bética (Andalucía) a través de Alces (¿Ocaña?).
- Una cuarta vía, de existencia aún relativamente dudosa en tiempos remotos, es la que unía Chinchón con Ávila, que formaba parte de la vía que iba de Valentia (Valencia) a Salamántica (Salamanca).

A partir de esta hipótesis, Jesús Rodríguez llegó a la conclusión de que Móstoles es el mejor candidato para haber sido la antigua Titulcia romana, hipótesis que actualmente no está confirmada.

## Las dominaciones visigoda e islámica
La arqueología prueba la estabilidad de poblamiento en todas las épocas, incluso durante la dominación visigoda o la islámica. Las pruebas se corresponden sobre todo con restos de cerámica de dichas épocas, halladas en diversos puntos, y en especial en el centro urbano, donde también se han hallado hasta siete viajes de agua subterráneos que datan probablemente de esta última época islámica. 
Sobre la etimología del topónimo Móstoles, se han formulado numerosas teorías, la mayoría sin base filológica y algunas disparatadas. Jesús Rodríguez formuló una teoría más consistente, según la cual, el étimo Móstoles provendría de una referencia a la existencia de algún monasterio o basílica cristiana anterior a la dominación islámica. 
La evolución fonética sería como sigue: 
Monistérium> Monstériu> Mostér> Móstel> Móstele> Mósteles> Móstoles.
El topónimo Móstel (escrito M.sâl o M.tâl) está documentado en una crónica caminera islámica, en el camino de Burgos a Segovia; y muy posiblemente se refiriese a Móstoles.

## La Baja Edad Media
La primera referencia documental segura de Móstoles data del año 1144, cuando el rey Alfonso VIII donó la aldea de Freguecedos (luego Fregacedos, ubicada en el emplazamiento de la actual urbanización Loranca en Fuenlabrada) al obispo de Segovia, mencionando el núcleo turrem de Monsteles como población próxima.
La siguiente cita se puede encontrar en el deslinde del alfoz de Segovia con los de Madrid, Olmos, Alamín, Canales y Toledo, de 12 de diciembre de 1208, en la que aparece escrita Mósteles:
“…dono itaque uobis et concedo omnes illos moiones de uestro termino prout illos partitis cum Toleto et cum Madrid, cum Olmos, cum Canales, cum Alfamin et cum allis uillis que sunt frontaire de uestro termino allent serram (…) et sicut diuidit Serraniellos terminum cum Cubas et Grinnon, et sicut Moraleia de Petrofierro et Moraleia del Gordo, Moraleia de Lobofierro diuidunt terminum cum Humanes et Fregecedos, et sicut diuidit aldea de Abat terminum cum Fregecedos et Mosteles, et sicut diuidit Torreioncellum terminum cum Mosteles, et uadit per ecclesiam de Ribota, et per moionem gordum de Valle de Odon, et quomodo transit la carrera in aqua que dicitur Sagriella in Salcedon, deinde per summum del lomo et remanet Bobadella in parte de Madrid; et deinde ad lomam de ipsa cannada de Alcorcon, et deinde ad illas aquas de Butarec, et deinde ad illas aquas de Meac quomodo uadit super Pozolum, et Pozolos remanet de parte de Madrid...”
Es en esta época en la que parece que el núcleo de población se fue trasladando progresivamente al oeste, en torno a la nueva iglesia parroquial, surgida junto a una torre islámica (actual torre de la parroquia).
Probablemente la excelente situación de Móstoles y sus buenas comunicaciones le aseguraron que durante las epidemias de peste del siglo XIV no llegara a desaparecer, cuando muchas de las aldeas de su entorno si lo hicieron (Móstoles absorbió las aldeas vecinas de  El Lucero y Rodeviñas, la primera al norte, situada en el actual solar del polígono de Nueva Expansión y las pistas de la DGT, y la segunda entre El Soto y el río Guadarrama).

## La Edad Moderna
Móstoles era un nudo de comunicaciones cuya importancia radicaba en ser la encrucijada de varias vías importantes (las mencionadas en la época romana, testimoniadas documentalmente en estas épocas), que a su vez vertebraban otras muchas rutas de diversas categorías (comerciales, trashumantes, Reales...). Esto propiciaba que el núcleo de Móstoles contase con una importante actividad comercial, de la que se exportaban vinos y aceites en abundancia (sobre todo en el siglo XVIII), hortalizas y sobre todo cereales (el concejo mostoleño tenía que surtir de paja, pan y cebada a la Corte, entre otras cosas). La actividad hostelera era importante, contando con diversas tabernas (con los famosos "órganos de Móstoles"), varios mesones, posadas y ventas (varias documentadas en torno al camino Real de Extremadura, en tanto que el topónimo la Aventurera/la Venturera junto al camino del Obispo, parece indicativo de otra posible venta en la zona).
En el siglo XVI Móstoles participó en la guerra de las Comunidades, y salió mal parada, ya que el conde de Puñonrostro se ocupó de dar su merecido a los que se levantaron contra él. En la época, había varias casas solariegas en Móstoles, propiedad de aristócratas forasteros, a las que fueron invitados en varias ocasiones los Reyes Católicos, Carlos V y Felipe II.
En 1565, y tras varios intentos fallidos, Móstoles consiguió independizarse definitivamente de Toledo, comprando su propia jurisdicción al rey Felipe II.
En este siglo también se produjo la legendaria aparición de una talla de la Virgen, por la cual se construyó la ermita de Los Santos. En estos tiempos llegó a haber hasta once ermitas en el término mostoleño, aunque aquella fue la más importante de todas, más incluso que la propia iglesia parroquial.
En 1576 se elaboraron las Relaciones de Felipe II, en las que se describen detalladamente gran cantidad de pueblos españoles. Según las Relaciones, Móstoles era un pequeño pueblo básicamente agrícola, cuyos 300 vecinos (unos 1200 habitantes) eran en su mayoría colonos y arrendatarios de tierras, ya que la propiedad de las tierras estaba en los aristócratas terratenientes. Producía sobre todo cereales (exportaba pan, cebada y paja a la Corte), aunque sus vinos fueron adquiriendo cada vez más renombre, igual que sus aceites. Destacaba por ser un importante centro de comunicaciones, donde se cruzaban cuatro importantes vías antes citadas, las cuales vertebraban otras tantas rutas comerciales. Por tanto, era punto obligado de paso para ganaderos, comerciantes y viajeros. Por ello contaba con gran cantidad de equipamientos hosteleros, tales como siete u ocho mesones, varias tabernas, una posada, tres ventas o ventorros... aunque había pocas tiendas (abacería, carnicería, tahona…) en propiedad del concejo (y arrendadas a comerciantes) y la actividad industrial era escasa (artesanos que elaboraban productos básicos para el abastecimiento local).
Se trataba probablemente de casitas bajas de adobe y una mayoría de familias pobres, analfabetos casi todos ellos, a pesar de contar con unas rudimentarias escuelas municipales.
Móstoles era cabeza del arciprestazgo de Canales, que englobaba 57 pueblos y aldeas.
En el siglo XVIII, la Guerra de Sucesión Española afectó negativamente al pueblo. Las políticas viarias de los Borbones supusieron que todas las rutas que atravesaban Móstoles fueran abandonadas para pasar por la capital, quedando únicamente el Camino Real de Extremadura (que salía de Madrid) como vía importante que pasara por el pueblo.

## La Edad Contemporánea

### ElsigloXIX
El siglo XIX se inició con la Guerra de la Independencia, en la cual los acontecimientos del 2 de mayo de 1808 en Móstoles han sido exaltados por la historiografía antigua y el acervo popular, atribuyéndose los méritos derivados de dicho acontecimiento a Andrés Torrejón. Aunque fue ayudado por más personalidades (Simón Hernández, Juan Pérez Villamil, Esteban Fernández de León, Manuel de Valle, Pedro Serrano...)  la gesta del levantamiento fue en Madrid y la declaración formal de guerra a Napoleón la decretó la Junta Suprema Central de Sevilla en junio de 1808. La actuación de los alcaldes de Móstoles que firmaron un bando redactado por Villamil, destinado a avisar a los pueblos de su entorno y los de la carretera de Extremadura para que acudiesen a socorrer al pueblo de Madrid. No se trataba de un acto improvisado de la nada, si no de parte de un plan más o menos premeditado, por parte de numerosos aristócratas que no querían ver sentado en el trono español a José Bonaparte.
La Guerra de la Independencia (1808-1814) dejó el pueblo exhausto, demográfica y económicamente, debido a la paralización de la economía y a las exageradas contribuciones que el pueblo mostoleño tuvo que aportar para la guerra, además de otras aportaciones extras (víveres, paja, cebada, bagajes y transporte) a las tropas que pasaban en el pueblo, que además de vez en cuando causaban altercados y destrozos. 
La recuperación posterior fue lenta, pero se vio de nuevo truncada por la Primera Guerra Carlista (1833-1839). Aunque este conflicto bélico no tuvo las fatales consecuencias del anterior, sí supuso la manifestación de la fractura del vecindario y de la propia España en general en dos ideologías: la liberal y la conservadora (absolutista), fenómeno ya esbozado por la propia Guerra de la Independencia.
Entretanto, en Móstoles siguió gobernando la misma élite burguesa de épocas pasadas, aunque ahora en teoría era el pueblo quien las elegía, pero el limitado censo electoral y las limitadas alternativas (presionado el proletariado local por los terratenientes) hizo que las cosas en la elección y funcionamiento de los ayuntamientos no cambiasen mucho.
A mediados del siglo XIX Móstoles ya había perdido muchas características que le habían engrandecido en el pasado: su importancia geográfica se redujo a la carretera de Extremadura (lo que motivó el descenso de la actividad hostelera), el renombre de sus vinos y aceites se fue perdiendo, sus muchas ermitas fueron abandonadas...
A pesar de esto, y si la primera mitad del siglo había sido trágica, la segunda mitad fue lo contrario, ya que se inició un proceso de políticas de mejora del pueblo (higiene, urbanismo, educación…): construcción de la Fuente de los Peces con un lavadero público, construcción de un nuevo edificio de Escuelas Municipales, instalación en algunos puntos de alumbrado público por petróleo, limpieza y arreglo de las calles y caminos, reparaciones en edificios municipales…
Con motivo de la inauguración de dichas Escuelas, en 1883 el rey Alfonso XII concedió por Real Decreto a Móstoles el título de Villa Ilustrísima, en reconocimiento de la gran labor del ayuntamiento destinada a potenciar la educación infantil y la cultura.
La Desamortización General de 1855, iniciada por el ministro Pascual Madoz, trajo consecuencias negativas para Móstoles: el Ayuntamiento perdió importantes fuentes de ingresos al tener que subastar casi todas sus posesiones (fincas rústicas y solares), y además comenzó un proceso de concentración de terrenos en manos de una nueva burguesía, que monopolizó aún más si cabe, la propiedad de las tierras, esclavizando a los campesinos con abusivos contratos de arrendamiento y con tener que trabajar como jornaleros y braceros. Esto venía fraguándose ya desde la anterior desamortización de Mendizábal (1836). 
En 1891 fue inaugurada la línea ferroviaria Madrid-Almorox, con una estación en Móstoles y el apeadero de Villaviciosa. Este innovador medio de transporte trajo grandes beneficios a las localidades por las que pasaba y a las cercanas.

### ElsigloXXantes de la gran transformación
El siglo XX se inició en una época de corrupción política, movimientos obreros, atentados y confusión en general. En Móstoles las mejoras a la población continuaron, con la introducción del abastecimiento de electricidad hacia 1910-1913 y la línea telefónica hacia 1920; adelantos ambos que sólo pudieron disfrutar unos pocos adinerados durante décadas. 
En 1908 se conmemoró el Centenario del 2 de mayo de 1808, que fue solemnemente celebrado, incluso con la visita a la villa del rey Alfonso XIII, entre otras personalidades destacadas. En este Centenario se inauguró el monumento de Andrés Torrejón y poco después Alfonso XIII otorgó a la villa el título de Excelentísima. 
El advenimiento de la Segunda República no cambió mucho las cosas en Móstoles, porque al ser un pueblo dominado por el caciquismo, el partido monárquico lo gobernó, salvo un breve periodo en 1936 que el gobierno provincial estableció un ayuntamiento dirigido por el PSOE.

#### LaGuerra Civilen Móstoles[8]
Tras la sublevación del 18 de julio de 1936, en Móstoles se organiza un Comité del Frente Popular integrado por estos concejales y los miembros de la Casa del Pueblo, además de establecer un hospital de sangre bajo la bandera de la Cruz Roja en la ermita de 
Ntra. Sra. de los Santos.   
El denominado Comité Revolucionario llevó a cabo incautaciones de todo cuanto pudiera servir a la causa republicana, como cosechas, casas, armas, automóviles, y radios, junto con la organización de los vecinos.
Independiente de este comité era el Comité o Brigada Provincial de Investigación, con sede en la checa de Fomento, que llevarían a cabo múltiples actos de represión contra vecinos mostoleños de derechas entre julio y octubre de 1936, con detenciones y fusilamientos, entre ellos el del cura párroco, cargos judiciales, y vecinos adinerados.
El 21 de octubre de 1936 el Comité del Frente Popular ordenó la evacuación del pueblo por mujeres y niños, debido al  avance del ejército rebelde por la carretera de Extremadura hacia Madrid. Los días 
22 y 27 de octubre Móstoles resultó bombardeada y el 1 de noviembre fue evacuada casi en su totalidad, aunque por la madrugada se había presentado el Batallón de Artes Gráficas, sorprendiendo a 11 personas más, que fueron fusiladas. El 3 de noviembre las tropas rebeldes de los generales Castejón, Asensio y Yagüe tomaron con apenas resistencia Móstoles y Villaviciosa, encontrándose el puente de la Carretera de Extremadura sobre el río Guadarrama ya dinamitado.
La Guerra Civil dejó exhausto Móstoles, con la mitad de los edificios derruidos y una economía maltrecha.

#### Posguerra
La posguerra, los años '40 y '50 supusieron la recuperación del pueblo, y un lento crecimiento motivado por las primeras oleadas de inmigrantes procedentes de otras regiones rurales que se establecían en la capital buscando trabajo, además de un crecimiento vegetativo motivado por el aumento de la natalidad y descenso de la mortalidad. 
Además comenzó un proceso de mejoras urbanísticas que afectó a todo el pueblo (urbanización de las calles, modernización de los edificios, abastecimiento de agua y electricidad a todas las viviendas...).

### La gran transformación de Móstoles
Las causas del cambio radical que ha sufrido Móstoles en las últimas décadas, pasando de ser un pueblo agrícola de las inmediaciones de Madrid a ciudad dormitorio satélite de la capital, industrializada y terciarizada, hay que buscarlas en un contexto global de un complejo proceso de transformación que arrancó en los años '50.
A comienzos de los años '50 el régimen franquista renunció a la situación de autarquía en la que se hallaba el país, abriéndose al exterior, y sobre todo orientando la economía nacional hacia una industrialización, que trajo la verdadera Revolución Industrial a España. Esta apertura y cambio de política iniciaron un complejo proceso denominado "desarrollismo", uno de cuyos grandes cambios iniciales fue el éxodo de ingentes masas campesinas desde zonas rurales de toda España hacia las ciudades, transformando en pocos años la sociedad campesina en industrial y terciaria, con un hacinamiento y densificación de la población en las ciudades, y un despoblamiento de los pequeños y medianos núcleos rurales. Madrid, como capital del Estado, actuó como principal polo de atracción para esas masas de inmigrantes que a partir de los años '50 se diseminaron por el extrarradio de la capital, en aglomeraciones marginales suburbiales fuera de la legalidad y carentes de infraestructuras y equipamientos. 
El problema de la vivienda en la capital se agravó hasta situaciones límite. Desde los años '40, numerosos organismos oficiales venían construyendo y promocionando viviendas accesibles a las masas obreras recién asentadas en las ciudades, en conjuntos residenciales en los que predominaban bloques de apartamentos de diversas alturas, hechos con materiales de baja calidad y viviendas reducidas, con escasez de equipamientos e infraestructuras. Estos modelos residenciales fueron los precedentes de las actuales urbanizaciones de bloques de viviendas que conocemos.
En 1957 el gobierno creó el Ministerio de la Vivienda, para paliar el grave problema existente. Una de sus acciones más importantes fue descargarse de la responsabilidad, dejando a la iniciativa privada (empresas inmobiliarias y cooperativas) la construcción y promoción de conjuntos residenciales en altura, que mejoraron en calidad, pero en los años siguientes (años '60) crearían graves problemas como la falta de equipamientos colectivos públicos (colegios, centros de salud, zonas verdes y deportivas), especulación masiva con el suelo, y ante todo, un boom demográfico y urbanístico que se extendió desde la capital, Madrid, a su área metropolitana, transformando los pueblos que la rodeaban en nuevas ciudades satélite, con usos residenciales e industriales, pero quedando éstas como ciudades-dormitorio dependientes económicamente de Madrid, sin recursos propios, y con una grave carencia de equipamientos, debido sobre todo a la falta de involucración por parte de la Administración en resolver problemas de tipo social, y solo preocuparse de generar grandes beneficios económicos por la masiva construcción de viviendas e industrialización de la sociedad. 
Así es como Móstoles, a partir de la segunda mitad de los '60, se convirtió en un objetivo más de las empresas promotoras inmobiliarias, especulando con el suelo (fenómeno que fomentaron tanto los terratenientes locales como los ayuntamientos, que participaban en sustanciosos negocios corruptos) y levantando en apenas una década, gran parte de las urbanizaciones que componen el casco urbano de Móstoles, y a las que podríamos incluir las exteriores como Parque Coímbra, Pinares Llanos y Colonia del Guadarrama. También se desarrollaron zonas industriales (zonas improvisadas como Las Monjas, las Pajarillas y Móstoles Industrial, o polígonos como el de Arroyomolinos y el de La Fuensanta).
Al igual que otros pueblos, como Alcorcón, Leganés, Fuenlabrada, Getafe, Coslada, Alcobendas, etc., Móstoles absorbió una importante parte de la explosión demográfica de Madrid y su área metropolitana. 
A mediados de la década de los '70, la crisis económica mundial hizo que el fenómeno inmobiliario se ralentizase notablemente, lo mismo que el sector industrial, aunque el crecimiento demográfico siguió con su ritmo vertiginoso hasta la década de los '80. La Administración se dio cuenta de que las nuevas ciudades surgidas carecían de equipamientos públicos suficientes para atender a su nueva población, pero no fue capaz de enfrentarse a este problema de forma efectiva. 
En el caso de Móstoles, este crecimiento se había producido sin el necesario planeamiento general, por lo que en la segunda mitad de los '70 los mostoleños se enfrentaban a graves problemas como la ya citada carencia de equipamientos públicos (un solo centro de salud, un polideportivo obsoleto; varios colegios y pocos institutos, todos en iguales condiciones, que resultaban insuficientes para la enorme población; pero el problema más importante era el deficitario abastecimiento de agua al municipio y la escasa atención sanitaria).
Con la Transición y la llegada de los ayuntamientos democráticos, y gracias a las demandas y las presiones ejercidas por las distintas asociaciones vecinales, a partir de 1979 (en que el PSOE llegaba al poder en Móstoles, con Bartolomé González como alcalde) se dirigieron todos los esfuerzos a paralizar el crecimiento residencial y a potenciar la dotación de la ciudad con equipamientos públicos, a ordenarla urbanísticamente, y sobre todo a hacer políticas más sociales, con el fomento de la participación ciudadana en las fiestas locales, en actividades lúdicas, deportivas y culturales, y a asociarse formando peñas y asociaciones culturales de toda índole. 
El Plan General de Ordenación Urbana de 1985 marcó el desarrollo de Móstoles en los años siguientes, constituyéndose así el Móstoles que hoy todos conocemos. Actualmente está en proyecto el nuevo Plan General de Ordenación Urbana que marcará el futuro de una ciudad que ha dejado de ser ciudad dormitorio para convertirse en una ciudad muy importante tanto industrial como económica.